# Baloncesto en los Juegos Olímpicos de la Juventud
El baloncesto es una disciplina participante en los Juegos Olímpicos de la Juventud. El torneo se realiza desde la edición inaugural en Singapur en 2010.

## Torneo masculino
| 2010 Detalles | Singapur     | Serbia Saša Avramović Nemanja Bezbradica Stefan Popovski-Turanjanin Marko Radonjić | 22 – 9  | Croacia Matej Buovac Tomislav Grubišić Stipe Krstanović Marko Ramljak | Grecia Spyridon Panagiotaras Emmanuel Tselentakis Spyridon Panagiotaras Lampros Vlachos | 34 – 25 | Estados Unidos Kyle Caudill Angelo Chol Sterling Gibbs Brandan Kearney |
| 2014 Detalles | Nankín       | Lituania                                                                           | 18 – 16 | Francia                                                               | Argentina                                                                               | 17 – 14 | Rusia                                                                  |
| 2018 Detalles | Buenos Aires | Argentina                                                                          | 20 – 15 | Bélgica                                                               | Eslovenia                                                                               | 21 – 13 | Ucrania                                                                |

## Torneo femenino
| 2010 Detalles | Singapur     | China Ma Xueya Shen Yi Jin Jiabao Yang Xi | 33 – 29 | Australia Olivia Bontempelli Mikhaela Donnelly Hannah Kaser Rosie Fadljevic | Estados Unidos Briyona Canty Andraya Carter Amber Henson Kiah Stokes | 34 – 25 | Canadá Kaylee Kilpatrick Dakota Whyte Kaylee Halvorson Tiye Traore |
| 2014 Detalles | Nankín       | Estados Unidos                            | 19 – 10 | Países Bajos                                                                | España                                                               | 12 – 11 | Hungría                                                            |
| 2018 Detalles | Buenos Aires | Estados Unidos                            | 18 – 4  | Francia                                                                     | Australia                                                            | 16 – 13 | China                                                              |